# Изола-Вичентина
Изола-Вичентина (итал. Isola Vicentina) —коммуна в Италии, располагается в провинции Виченца области Венеция.
Население составляет 8480 человек, плотность населения составляет 320,6 чел./км². Занимает площадь 26,45 км². Почтовый индекс — 36033. Телефонный код — 0444.
Покровителем населённого пункта считается святой апостол Пётр. Праздник ежегодно празднуется 29 июня.

## Города-побратимы
- Мюльхаузен, Германия (1998)
- Марау, Бразилия (2012)